# Jeff Martin (scénariste)
Pour les articles homonymes, voir Jeff Martin.
Jeff Martin est un scénariste américain. Il a notamment écrit pour Les Simpson durant les quatre premières saisons de la série. Il a remporté quatre Emmy Awards.

## Filmographie

### Scénariste

#### PourLes Simpson
| Année | Titre                                          | Titre original                     | Saison | Épisode | Réalisateur     |
| ----- | ---------------------------------------------- | ---------------------------------- | ------ | ------- | --------------- |
| 1990  | Mini golf, maxi beauf                          | Dead Putting Society               | 2      | 6       | Rich Moore      |
| 1991  | Fluctuat Homergitur                            | Oh Brother, Were Art Thou?         | 2      | 15      | Wes Archer      |
| 1991  | Un pour tous, tous contre un                   | Three Men and a Comic Book         | 2      | 21      | Wes Archer      |
| 1991  | Simpson Horror Show II                         | Treehouse of Horror II             | 3      | 7       | Jim Reardon     |
| 1991  | Vive les mariés                                | I Married Marge                    | 3      | 12      | Jeffrey Lynch   |
| 1992  | Le Permis d'Otto Bus                           | The Otto Show                      | 3      | 22      | Wes Archer      |
| 1992  | Un tramway nommé Marge                         | A Streetcar Named Marge            | 4      | 2       | Rich Moore      |
| 1992  | Lisa, la reine de beauté                       | Lisa the Beauty Queen              | 4      | 4       | Mark Kirkland   |
| 1992  | Le Premier Mot de Lisa                         | Lisa's First Word                  | 4      | 10      | Mark Kirkland   |
| 1993  | Le Quatuor d'Homer                             | Homer's Barbershop Quartet         | 5      | 1       | Mark Kirkland   |
| 2016  | Lisa retrouve Marge                            | How Lisa Got Her Marge Back        | 27     | 18      | Bob Anderson    |
| 2017  | Le Blues de Moho                               | Moho House                         | 28     | 21      | Matthew Nastuk  |
| 2019  | Je suis juste une fille qui peut pas dire T'oh | I'm Just a Girl Who Can't Say D'oh | 30     | 20      | Michael Polcino |
| 2021  | Yokel Hero                                     | Yokel Hero                         | 32     | 14      | Rob Oliver      |

#### Autres
- 1982-1990 : Late Night with David Letterman (233 épisodes)
- 1994 : Hardball (9 épisodes)
- 1994 : The Good Life (en) (13 épisodes)
- 1996 : Homeboys in Outer Space (1 épisode)
- 1997 : Men Behaving Badly (2 épisodes)
- 2000-2002 : Baby Blues (5 épisodes)
- 2002 : Maybe It's Me (2 épisodes)
- 2002 : A Baby Blues Christmas Special
- 2003 : Modern Marvels (1 épisode)
- 2004-2005 : Listen Up (17 épisodes)
- 2006-2007 : The Late Late Show with Craig Ferguson (90 épisodes)
- 2007 : FBI's 10 Most Wanted
- 2013 : Norm MacDonald is Trending

### Producteur
- 1992-1993 : Les Simpson (25 épisodes)
- 1994 : Hardball (9 épisodes)
- 1994 : The Good Life (en) (13 épisodes)
- 1997 : Men Behaving Badly (13 épisodes)
- 2000-2002 : Baby Blues
- 2001-2002 : Maybe It's Me (22 épisodes)
- 2002 : The Grubbs
- 2004-2005 : Listen Up (22 épisodes)
- 2006-2007 : The Late Late Show with Craig Ferguson (90 épisodes)
- 2006-2007 : The Final Report (4 épisodes)

### Consultant
- 1990-1992 : Les Simpson (45 épisodes)
- 1997 : Men Behaving Badly (4 épisodes)
- 2000-2001 : Les Stubbs (10 épisodes)